# Giuseppe Giovannozzi

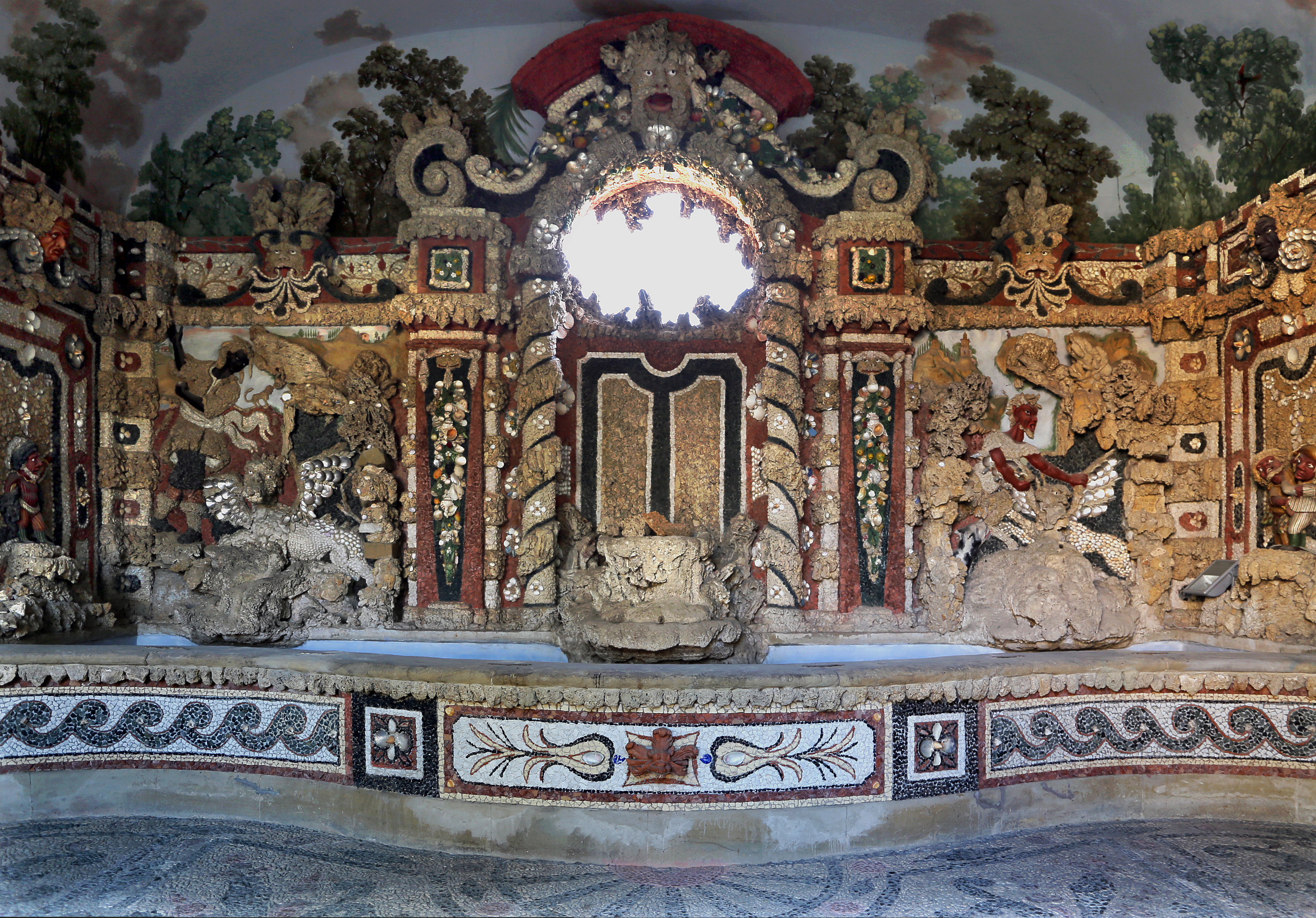
La grotta del Bandino

Giuseppe Giovannozzi (Settignano, ... – 1786) è stato uno scultore italiano.

## Biografia
Oltre ad essere l'artefice della statua di Giunone che si trova sull'arco dei Lorena in piazza della Libertà a Firenze, si rese famoso grazie alla Grotta del Bandino che insieme al figlio e ad un manovale, decorò nel giardino della Villa del Bandino nel 1746 (allora di proprietà dei Marchesi Niccolini). La sua opera è stata immortalata dal pittore fiorentino Cincinnati in un dipinto a tempere su tela negli anni sessanta del '900.